# Веронский конгресс (1943)
Веронский конгресс — единственный съезд Республиканской фашистской партии, наследницы Национальной фашистской партии, проходивший с 14 по 15 ноября 1943 года. В то время, Республиканская фашистская партия была правящей в Итальянской социальной республике, фашистском государстве, воссозданном в Северной Италии после освобождения Муссолини немецкими солдатами в ходе спецоперации под руководством Отто Скорцени. Итальянская социальная республика была фактически немецким марионеточным государством, и большую часть её внутренней и внешней политики диктовали немецкие военачальники. Однако, итальянские фашисты старались поддерживать атрибуты суверенитета. Именно в этих условиях они организовали Конгресс в Вероне, с целью выработки нового политического курса и омолаживания итальянского фашистского движения. Результатом дискуссии стал Веронский манифест.
Большая роль на Конгрессе была отведена рассмотрению вопроса об армии, карабинерах, полиции и милиции, а также вопросам их вооружения. Было поддержано предложение военного министра РСИ маршала Грациани о том, что армия должна быть вне политики. При этом был подчеркнут тоталитарный характер партии, выражавшийся, по мнению собравшихся, в отсутствии других партий.
Вторым важнейшим вопросом, рассматривавшимся на Конгрессе, был вопрос социальный. Был провозглашен курс на экономическую социализацию, главенствующая роль в которой отводилась рабочим синдикатам, а объединения предпринимателей были бы поставлены под строжайший контроль государства. При этом право частной собственности оставалось незыблемым. Республиканская фашистская партия рассматривала себя как партию социалистическую. В программной речи на Веронском конгрессе Фашистской Республиканской Партии секретарь партии Алессандро Паволини подчеркнул: 

Относительно социальной сферы ясно, что социализм фашистский не может быть социализмом марксистским, то есть тем социализмом, который признает только ручной труд и пренебрегает трудом техническим и интеллектуальным, который, с точки зрения чисто человеческой, является таким же необходимым, как и все прочее, а с точки зрения руководства предприятий, даже более важным, не просто проявлением социальных различий, а вкладом каждого человека в коллективный труд. Наш социализм не может быть похожим на коммунистический социализм по типу русского, так как он противен нашему духу, нам противна мысль о тотальном подчинении государству всей экономики вплоть до кустарного производства, всего сельского хозяйства, всех родов профессий, как это делается в России. У нас должен быть построен социализм, основанный на синдикатах, который сделает решительный шаг на пути к социальной справедливости, не отрицая тем не менее ничего, что было сделано в социальной сфере за 20 лет существования фашистского режима.